# Scarlett Wilková
Scarlett Wilková (* 7. května 1969) je česká novinářka a spisovatelka.

## Život
Po maturitě na gymnáziu nastoupila do redakce podnikového časopisu v Ostravě. Následně pracovala pro různá média, posledních dvacet let píše pro Magazín DNES, kde se zaměřuje na rozhovory se zajímavými osobnostmi a na aktuální společenská témata.
Pro společnost Post Bellum, z. ú., která provozuje databázi Paměť národa, pracuje jako dokumentaristka a editorka. Pro databázi zpracovala stovky příběhů pamětníků historických událostí. Je spoluautorkou projektu Vdovy vdovám, který provozuje o.p.s. Generace i60. Projekt popisuje příběhy žen, které ovdověly, a poskytuje praktické informace o tom, co je zapotřebí udělat a zařídit v případě ovdovění.

## Dílo
- Celebrity 2008 (společně s Martinem Moravcem, 2007, Egmont)[3]
- Legenda Hana Zagorová - Málokdo ví (2010, Supraphon)[4]
- Tváře a osudy (2021, Domov pro seniory Kamenec, Ostrava)[5]
- Až uvidíš moře (2022, Motto)[6]: Kniha popisuje osudy několika generací řecké komunity od roku 1948 až po současnost s využitím svědectví imigrantů, kteří uprchli do Československa v souvislosti s řeckou občanskou válkou.
- Ty chladné oči (2023, Motto)[7]: Po 2. světové válce začnou v Československu žít ruská dívka a český mladík, který bojoval ve wehrmachtu. Román líčí život ve strachu z prozrazení a jejich hledání normálního života.

## Literární ocenění
Za román Až uvidíš moře byla nominována na literární Cenu Jantar za rok 2022.